# دی هاک
دی هاک (انگلیسی: Dee Hock؛ زادهٔ ۲۱ مارس ۱۹۲۹) کارآفرین و بانکدار آمریکایی است، که در سال ۱۹۵۸ شرکت ویزا کارت را تأسیس نمود. وی نخستین مدیرعامل این شرکت بود ولی در سال ۱۹۸۴ به‌طور کامل از این شرکت کناره‌گیری کرد. امروزه ویزا کارت بزرگترین شبکه کارت اعتباری در جهان محسوب می‌شود.